# Daniel Van Buyten
Daniel Van Buyten (Chimay, 7 de fevereiro de 1978) é um ex-futebolista belga que atuava como zagueiro. Anunciou sua aposentadoria no dia 14 de agosto de 2014.
Van Buyten começou sua carreira profissional pelo RSC Charleroi, da Bélgica. Em 2001, conseguiu a transferência para o Standard de Liège. Mas no Olympique de Marselha (França) foi onde teve um destaque maior. No fim da temporada 2003-04, Van Buyten foi emprestado ao Manchester City (Inglaterra), mas não conseguiu se firmar e ainda sofreu um roubo à sua conta bancária.
Na temporada seguinte, ele foi emprestado ao Hamburgo (Alemanha), mas depois teve o seu passe comprado por € 4 milhões pelo mesmo clube. Em 2006, Van Buyten foi comprado pelo Bayern de Munique, por € 10.5 milhões, clube na qual disputou mais partidas e marcou mais gols em toda a sua carreira. No fim da Temporada 2013/14 seu contrato não foi renovado. Ao Final da Copa do Mundo da Fifa 2014, anunciou sua aposentadoria da Seleção Belga.

## Títulos
Hamburgo
- Copa Intertoto da UEFA: 2005

Bayern de Munique
- Campeonato Alemão: 2005-06, 2007-08, 2009-10, 2012-13 e 2013-14
- Supercopa da Alemanha: 2010 e 2012
- Copa da Liga Alemã: 2007
- Copa da Alemanha: 2005-06, 2007-08, 2009-10, 2012-13 e 2013–14
- Liga dos Campeões da UEFA: 2012-13
- Copa Uli Hoeneß: 2013
- Supercopa Europeia: 2013
- Copa do Mundo de Clubes da FIFA: 2013